# Kai Kobayashi (marciatore)
Kai Kobayashi (小林 快?, Kobayashi Kai; Tokyo, 28 febbraio 1993) è un marciatore giapponese.
In carriera vanta una medaglia di bronzo nella marcia 50 km ai mondiali di Londra 2017.

## Biografia
Nel maggio 2016 viene selezionato per partecipare alla gara a squadre dei mondiali di marcia di Roma, ma non riesce a terminare la corsa.
Il 13 agosto 2017 prende parte alla marcia 50 km maschile dei mondiali di Londra 2017. Alla sua seconda 50 km in carriera, il ventiquattrenne si inserisce a fatica nel gruppo degli inseguitori del francese Yohann Diniz già dalla prima parte di gara. Dopo essersi lasciato alle spalle il gruppetto rimane attaccato al connazionale Hirooki Arai, tenendo a stento il ritmo del compagno ma senza perdere contatto, sino al termine della corsa. Conclude così la sua prima rassegna mondiale con una medaglia di bronzo in 3h41'19", dietro un irraggiungibile Diniz (3h33'12", record dei campionati) e subito dopo Arai (3h41'17", personale stagionale).

## Progressione

### Marcia 10000 metri
| Stagione | Tempo    | Luogo    | Data      | Rank. Mond. |
| -------- | -------- | -------- | --------- | ----------- |
| 2016     | 39'32"03 | Kitami   | 14-7-2016 |             |
| 2015     | 39'28"68 | Abashiri | 16-7-2015 |             |
| 2014     | 39'27"90 | Kumagaya | 17-5-2014 |             |
| 2013     | 40'46"24 | Chōfu    | 6-10-2013 |             |
| 2011     | 43'03"98 | Tokyo    | 15-5-2011 |             |
| 2010     | 44'13"63 | Kanazawa | 2-5-2010  |             |

### Marcia 10 km
| Stagione | Tempo  | Luogo    | Data       | Rank. Mond. |
| -------- | ------ | -------- | ---------- | ----------- |
| 2017     | 39'32" | Kōbe     | 19-2-2017  |             |
| 2016     | 39'13" | Nomi     | 20-3-2016  |             |
| 2015     | 39'28" | Nomi     | 15-3-2015  |             |
| 2014     | 40'53" | Takahata | 26-10-2014 |             |
| 2013     | 43'44" | Wajima   | 17-4-2013  |             |

### Marcia 20 km
| Stagione | Tempo    | Luogo    | Data       | Rank. Mond. |
| -------- | -------- | -------- | ---------- | ----------- |
| 2017     | 1h19'13" | Kōbe     | 19-2-2017  |             |
| 2016     | 1h19'57" | Nomi     | 20-3-2016  |             |
| 2015     | 1h19'12" | Nomi     | 15-3-2015  |             |
| 2014     | 1h21'13" | Takahata | 26-10-2014 |             |
| 2013     | 1h22'47" | Takahata | 26-10-2013 |             |

### Marcia 50 km
| Stagione | Tempo    | Luogo    | Data       | Rank. Mond. |
| -------- | -------- | -------- | ---------- | ----------- |
| 2017     | 3h41'19" | Londra   | 13-8-2017  |             |
| 2016     | 3h42'08" | Takahata | 23-10-2016 |             |

## Palmarès
| Anno | Manifestazione | Sede   | Evento       | Risultato | Prestazione | Note                          |
| ---- | -------------- | ------ | ------------ | --------- | ----------- | ----------------------------- |
| 2017 | Mondiali       | Londra | Marcia 50 km | Bronzo    | 3h41'19"    | Miglior prestazione personale |